# Булгакова, Татьяна Васильевна
Татья́на Васи́льевна Булга́кова (род. 1954)  — советский и российский музыкальный педагог, хормейстер, певица. Создатель, художественный руководитель и главный дирижёр детского классик-хора «Канцона» (с 1988), художественный руководитель и главный дирижёр камерного хора «Партес». Заслуженный работник культуры Российской Федерации (1999). По некоторым оценкам профессионалов, одна из лучших хормейстеров России.

## Биография
Татьяна Булгакова родилась в 1954 году.
Будучи преподавателем детской музыкальной школы № 2 города Обнинска, создала в 1988 году из учеников старших классов на конкурсной основе детский классик-хор «Канцона». Позже стала также художественным руководителем и главным дирижёром взрослого муниципального камерного хора «Партес». Многие хористки «Канцоны», взрослея, переходят петь в «Партес».
Участница Американской национальной конвенции хоровых дирижёров в Чикаго (США).
Как певица выпустила два сольных альбома: один — с классическими романсами, другой — с песнями обнинских композиторов на стихи обнинских поэтов.

### Семья
- Дочь — Мария, преподаватель фортепианного отделения детской музыкальной школы № 2 города Обнинска[2]
- Дочь — Кристина, программист, сотрудник ВНИИГМИ-МЦД[2]

## Почётные звания
- Заслуженный работник культуры Российской Федерации (1999)[1]

## Награды и премии
- Диплом «Лучший дирижёр» фестиваля «Пресвятая Богородица — Достойно Есть» (Болгария)[1]
- Диплом X Международного Рождественского фестиваля Prague Christmas (Чехия)[1]
- Медаль «За заслуги перед Калужской областью» III степени (2011)[5]

### Интервью
- Каширина Яна. Задуховный хор (недоступная ссылка) // Журнал Σ. — 2012. — Февраль.

### Статьи
- Булгакова Татьяна Васильевна // Одарённые дети — будущее России.
- Габрианович Д. Браво, «Канцона»! // Обнинск. — 2007. — № 73 (2975).
- Габрианович Д. Мы в памяти храним их голоса... // Обнинск. — 2009. — № 9 (3083).
- Концерт детской хоровой капеллы «Канцона» состоялся 21 мая в честь 20-летия творческой деятельности этого коллектива // Obninsk.Ru. — 23 мая 2008 года.
- Коротков Сергей. Музыканты города Околонска // Obninsk.Ru.
- Озвученное пространство // Вы и мы.
- «Партесу» — 30 лет // Новая среда +. — 21 апреля 2009 года.
- Участники фестиваля // II Международный хоровой форум «Подмосковные вечера». — 28-30 октября 2010 года.
- Яковлева А. «Верим в музыкальное будущее страны»… // Обнинск. — 2011. — № 31 (3441).